# Ținutul Suceava, Moldova
Ținutul Suceava a fost o unitate administrativ-teritorială în cadrul Țării Moldovei, care făcea parte din Țara de Sus și avea centrul administrativ în orașul Suceava. Ținutul se învecina la nord cu ținutul Cernăuți, la est cu ținuturile Dorohoi, Hârlău, la sud cu ținuturile Roman și Neamț, la vest cu Transilvania.

## Istorie
Ținutul Suceava este atestat pentru prima oară în actele cancelariei moldave într-un document data la 18 aprilie 1463. La finele secolului al XVIII-lea ținutul cuprindea jumătatea de est a actualului județ Suceava și un mic teritoriu spre nord, pe ambele pârți ale Siretului, până la nord de localitatea Storojineț, și un alt mic teritoriu spre sud-est, tot pe ambele părți ale Siretului, până la localitatea Pașcani.
În timpul celei de-a doua domnii în Țara Moldovei, Constantin Mavrocordat (1741-1743) a făcut o reformă administrativă, împărțind ținuturile în subunități administrativ-teritoriale numite ocoale și conduse de ocolași.

## Stemă

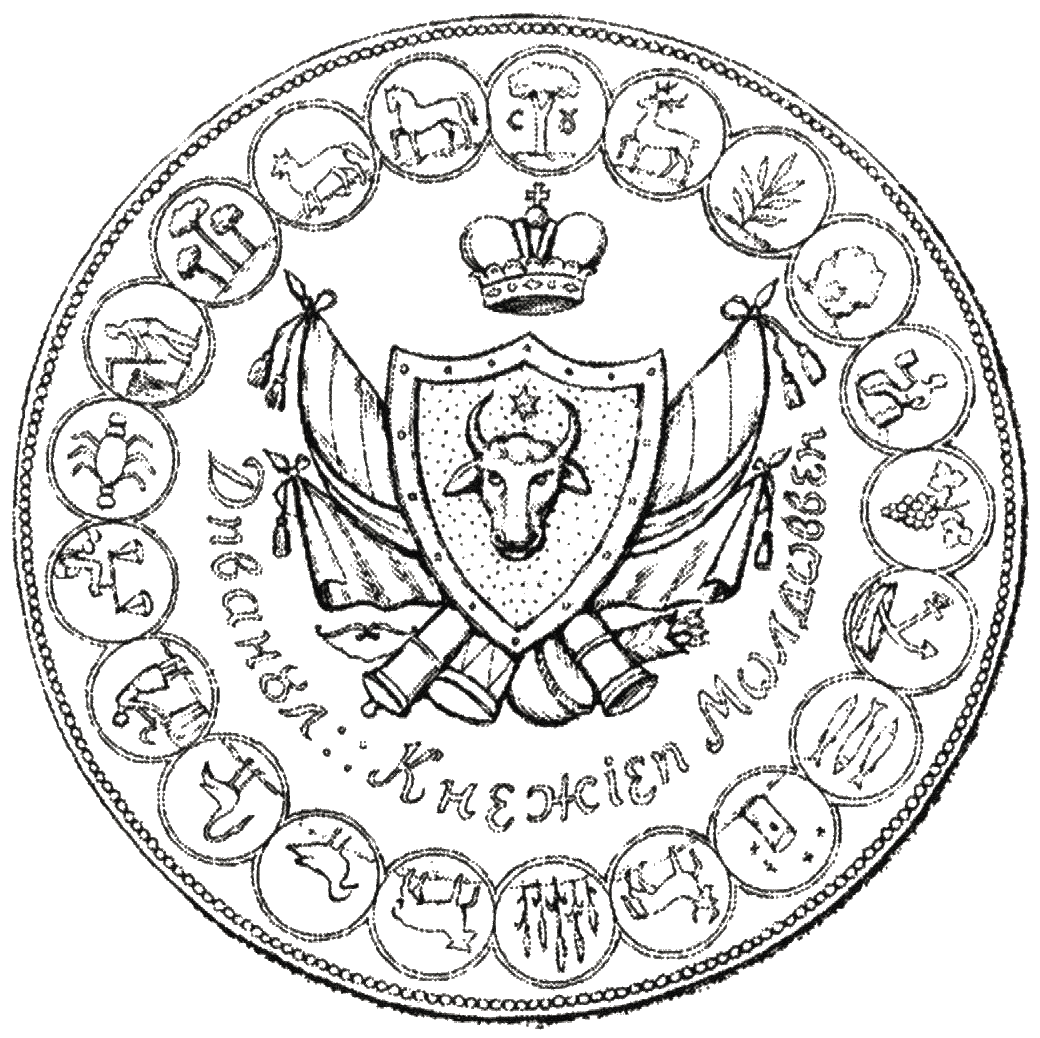
Sigiliul Divanului Cnejiei Moldovei cu stema Țării Moldovei înconjurată de 21 de medalioane cu stemele ținutale

Stema ținutală apare pe Sigiliului Divanului Principatului Moldovei apăruta în perioada 1806-1812, înconjurat de medalioane cu stemele celor 21 de ținute. În aceste sigiliu, stema ținutul Suceava este așezat deasupra coroanei care timbrează scutul. Stema ținutului este reprezentată de un arbore cu o coroană dezvoltată pe o terasă însoțită pe dextra de slova „с” (s) și în senestra cu slova „ꙋ” (u).

## Lista localităților
În anul 1774, autoritățile de ocupație țariste realizează un recensământ în vederea stabilirii resurselor Moldovei pentru aprovizionarea armatei țariste în războiul cu Imperiului Otoman, în care au fost enumerate toate localitățile după ocol:
Ocolul Berhometelor

Berhometele, Lucavățu, Jadova, Comăreștii, Storojinețul, Panca, Ropcea, Iordăneștii, Carapciu, Cupca, Pătrăuții, Ijeștii, Ciudeiu, Crasna, Budinții, Cireșul, Opaiț, Burla, Bănila, Rușii ot Cocivia, Hliboca, Oprișănii, Stăneștii, Prorochia, Tereblecea-Ungureni, Tereblecea-moldoveni, Bârlinții, Verpole, Târgui Siretului, Onofreiu, Mușinița, Văscăuții, Bainții, Bahrineștii, Volcinețul, Camânca, Grimeștii, Bălineștii, Botoșinții, Lozna, Derțca, Cândești, Călineștii, Vlădenii, Sănăuții, Tureatca.
Ocolul Vicovilor

Straja, Vicovul de Sus, Liudi ot Mănăstirea Putnii, Vicovul de Jos, țiganii Mănăstirii Putnii, Horodnicul, Satul Mare, Badiuții, Meleșeuții, Pârlișănii, Crăiniceștii, Iazlovățul, Botoșana, țiganii Mănăstirii Solcăi, Comăneștii, liudi Homorului, Homarul, Bălăceana, Solonețul, Todereștii, Pârhăuții, lacobeștii, Româneștii, Calafindeștii, Șărbăuții, Călineștii, Călineștii lui Ianachi-căpitan, Găurenii, Mărățăi, Dărmăneștii, Costâna. 
Ocolul Mijlocului

Plopenii, Feteștii, Salcea, Poiana pustie, Pătrăuții, Mivovenii, Bâmova, Scheia, lpoteștii, Teșăuții, Săcuricenii, Răusănii, Hilișănii, Rușii, Uideștii, Cutul Mitropoliei, Lisaura, Iațcanii, Zamca, târgul Suceava.
Ocolul Siretului de Sus

Zvoriștea din Deal, Zvoriștea din Vale, Zamostie, Bereștii, Ionășanii, Siminicea, Sălăjănii, Dumbrăvenii, Vlădenii, Corocăeștii, Bălușănii, Băneștii, Fântânelele, Găineștii, Mănăstirea Slatina, Suha i Mălinii, Sasca, Bercheșeștii, Corlăteștii Slatinii, Corlăteștii Gorii, Băișaștii, Baia, Mănăstirea Râșca, Breațca, Mănăstirea llișăștii, Stupca, Stroeștii, Vomicenii, Zăhăreștii, Litenii, Drăgoeștii, Corlata, Măzănăeștii, Horodnicenii cu liudi ot Botești, Rotopăneștii, Mihăeștii, Lămășenii, Rădășenii, Fălticenii, Buciumenii, Tâmpeștii, Șoldăneștii, Spătăreștii, Leucușăștii, Cămârzanii, Hușii, Preuteștii, Dolheștii, Manole" Săliștea, Giurgeștii, Mereștii, Pleșeștii, Hreasca, Hârtopul, Onceștii, Buneștii, Petia.
Ocolul de Jos

Cârsteștii, Socii, Bourenii, Năvrăpeștii, Verișenii, Miteștii, Conțăștii, Tătărușu, Heciu, Pășcanii, Boldeștii, Todereștii, Bălușăștii, Criveștii, Hârtoapele, Tudura, Comii, Nigoteștii, loneasa, Țoleștii, Forăștii, Drăgușenii, Săcuenii, Lețcanii, Căbugii, Broștenii, Onicenii, Boroaia, Bărăștii, Dumbrăvița, Cimăleștii, Hărmăneștii, liudi de la Mănăstirea Pobrata, Stolnicenii.